# Dungeon no Naka no Hito
Dungeon no Naka no Hito (ダンジョンの中のひと Danjon no Naka no Hito?), es una serie de manga japonesa escrita e ilustrada por Sui Futami. Se ha serializado en el sitio web Web Comic Action de Futabasha desde junio de 2020, con sus capítulos recopilados en cuatro volúmenes de tankōbon a partir de agosto de 2023. Una adaptación de la serie de televisión de anime producida por OLM se emitió de julio a septiembre de 2024.

## Personajes
Clay (クレイ Kurei?)
 Seiyū: Sayaka Senbongi
Belle (ベル Beru?)
 Seiyū: Sayumi Suzushiro
Rangado (ランガド?)
 Seiyū: Naomi Kusumi
El Predecesor (先代 Sendai?)
 Seiyū: Nobuo Tobita
Renfringe (レンヒリンジ Renhirinji?)
 Seiyū: Hōchū Ōtsuka
Fūrin (フーリン?)
 Seiyū: M.A.O
Fen (フェン?)
 Seiyū: Wataru Katoh
Ratta (ラッタ?)
 Seiyū: Yuki Sakakihara
Brans (ブランス Buransu?)
 Seiyū: Akio Otsuka

## Contenido de la obra

### Manga
El manga fue escrito e ilustrado por Sui Futami, Dungeon no Naka no Hito comenzó su serialización en el sitio web Web Comic Action de Futabasha el 19 de junio de 2020. El primer volumen de tankōbon se publicó el 18 de febrero de 2021. En agosto de 2023, se han publicado cuatro volúmenes.
En noviembre de 2021, Seven Seas Entertainment anunció que obtuvo la licencia de la serie para su publicación en inglés.

### Anime
El 17 de agosto de 2023 se anunció una adaptación de la serie de televisión de anime. Será producida por OLM y dirigida por Sayaka Yamai, con Toshimitsu Takeuchi supervisando los guiones y Hiroki Nakayama diseñando los personajes. La serie se estrenó el 6 de julio de 2024 en el bloque de programación Animeism de MBS, TBS y BS-TBS. El tema de apertura, "Micro Revolution", es interpretado por TrySail, mientras que el tema de cierre, "Blueprint", es interpretado por Akari Nanawo. Sentai Filmworks obtuvo la licencia de la serie en América del Norte, Australia y las islas británicas para su transmisión en HIDIVE. Tropics Entertainment obtuvo la licencia de la serie en el Sudeste Asiático.

## Recepción
El manga fue uno de los 50 nominados a los Next Manga Awards 2021 en la categoría digital.